# SAE – World Council of Hellenes Abroad

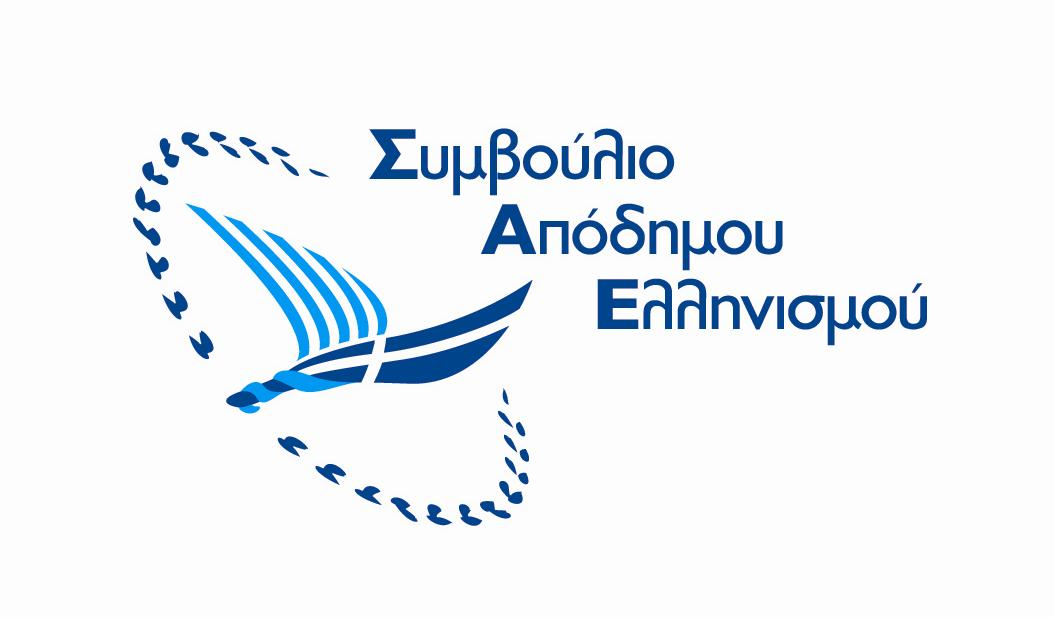
Logo des Verbandes

SAE – World Council of Hellenes Abroad (in Griechenland: Συμβούλιο Απόδημου Ελληνισμού) ist der Verband der griechischen Diaspora. Sitz der Organisation ist Thessaloniki.

## Geschichte
Bis 1995 gab es keine Vertretung der Auslandsgriechen, diese Rolle wurde teilweise von kirchlichen Organisationen übernommen. Um Anliegen auch gegenüber dem griechischen Staat geschlossen aufzutreten, wurde der SAE gegründet. Mittlerweile erkennt Griechenland die Organisation als Vertretung der Auslandsgriechen an. Die Initiative zur Gründung ging auf Andrew Athens aus den USA zurück.

## Gliederung
Die SAE besteht aus mehreren regionalen Unterverbänden, diese sind folgende:
- SAE Afrika und Naher Osten
- SAE Europa
- SAE USA
- SAE Kanada
- SAE Lateinamerika
- SAE GUS-Staaten
- SAE Schwarzmeer-Region (Pontos)
- SAE Fernost und Ozeanien